# باشگاه فوتبال تاج تهران در فصل ۱۳۳۰
باشگاه فوتبال تاج تهران در فصل ۱۳۳۰ این فصل، ششمین فصل حضور تیم تاج، که امروزه با نام استقلال شناخته می‌شود در فوتبال ایران بود. تاج در این سال قهرمان مسابقات جام حذفی باشگاه‌های تهران شد.

## پیش زمینه
تیم تاج تهران در این سال دارای خط حمله ای آتشین و پرقدرت بود. تیم تاج تهران ابتدا قهرمان جام حذفی تهران شد و سپس در مسابقات جام باشگاه‌های تهران با کسب برتری‌های پرگل به فینال رسید اما در دیدار نهایی برابر تیم شاهین شکست خورد و عنوان دومی را به دست آورد. در این سال باشگاه تاج دو شعبه در شهرهای آبادان و ملایر دایر نمود.

## اعضای باشگاه

### بازیکنان
بازیکنانی که در این سال برای تیم تاج به میدان رفتند عبارت بودند از: پیر کارلو، عباس ممتحن، محمد ساوجی، مهدی صفری، رضا زمینی، عارف قلی‌زاده، حسین مقیمی، حسین سرودی، خسرو هورشید، محمد محسنی، امیر خلیلی، علی دانایی‌فرد، اصغر جدیکار، ناصر ملکی، محمود بیاتی، محمد خاتمی، حسن کردستانی، ایرج حاتم، ژرژ مارکاریان، نادر افشارعلوی‌نژاد، بیوک جدی‌کار، پرویز کوزه‌کنانی، فریدون مهدیون.

## پیش‌فصل و دوستانه
منبع
| ۱۳۳۰ دوستانه ۱ | تاج تهران | ۳–۲ | منتخب قندهار | تهران                 |
|                |           |     |              | ورزشگاه: امجدیه تهران |

## مرور فصل

### جام باشگاه‌های تهران
این مسابقات در پاییز و زمستان ۱۳۳۰ و در دو گروه برگزار شد؛ تیم تاج تهران با صدرنشینی در گروه خود به فینال مسابقات راه یافت. در دیدار فینال تیم تاج تهران برابر تیم شاهین تهران به تساوی رسید و در دیدار تکراری فینال با نتیجه ۱–۲ مغلوب حریف شد. این یکی از تلخ‌ترین شکست‌های تیم تاج در دربی تهران بود چرا که تیم تاج تهران با برتری در این دیدار می‌توانست ضمن دفاع از قهرمانی خود در این رقابت‌ها، برای نخستین بار در تاریخ خود قهرمانی جام باشگاه‌ها و جام حذفی تهران را با هم به دست آورد.

### جام حذفی تهران
این بازی‌ها در شهریور ماه ۱۳۳۰ برگزار شد؛ تیم تاج تهران با کسب سه پیروزی توانست عنوان قهرمانی را به دست آورد.

## رقابت‌ها

### جام باشگاه‌های تهران
منبع
| ۲۶ مهر ۱۳۳۰ ۱ | تاج تهران | ۷–۰ | دارایی تهران | تهران                 |
|               |           |     |              | ورزشگاه: امجدیه تهران |

| ۱۰ آبان ۱۳۳۰ ۲ | تاج تهران | ۵–۰ | شرق‌جوان تهران | تهران                 |
|                |           |     |               | ورزشگاه: امجدیه تهران |

| ۲۴ آبان ۱۳۳۰ ۳ | تاج تهران | ۵–۰ | تهران‌جوان | تهران                 |
|                |           |     |           | ورزشگاه: امجدیه تهران |

| ۱ آذر ۱۳۳۰ ۴ | تاج تهران | ۵–۱ | عقاب تهران | تهران                 |
|              |           |     |            | ورزشگاه: امجدیه تهران |

| ۸ آذر ۱۳۳۰ ۵ | تاج تهران | ۰–۱ | شرق تهران | تهران                 |
|              |           |     |           | ورزشگاه: امجدیه تهران |

| ۲۹ آذر ۱۳۳۰ ۶ | تاج تهران | ۹–۰ | دماوند تهران | تهران                 |
|               |           |     |              | ورزشگاه: امجدیه تهران |

| ۴ دی ۱۳۳۰ فینال | تاج تهران | ۱–۱ | شاهین تهران | تهران                 |
|                 |           |     |             | ورزشگاه: امجدیه تهران |

| ۶ دی ۱۳۳۰ تکرار فینال | تاج تهران | ۱–۲ | شاهین تهران | تهران                 |
|                       |           |     |             | ورزشگاه: امجدیه تهران |

### جام حذفی تهران
| ۱ شهریور ۱۳۳۰ یک‌چهارم نهایی                       | تاج تهران | ۲–۱ | تهران‌جوان | تهران                 |
|                                                   |           |     |           | ورزشگاه: امجدیه تهران |
| یادداشت: این بازی با برتری تیم تاج همراه بوده‌است. |           |     |           |                       |

| ۲۱ شهریور ۱۳۳۰ نیمه‌نهایی                          | تاج تهران | ۷–۱ | توانا تهران | تهران                 |
|                                                   |           |     |             | ورزشگاه: امجدیه تهران |
| یادداشت: این بازی با برتری تیم تاج همراه بوده‌است. |           |     |             |                       |

| ۳۰ شهریور ۱۳۳۰ فینال                              | تاج تهران | ۱–۰ | سپه تهران | تهران                 |
|                                                   |           |     |           | ورزشگاه: امجدیه تهران |
| یادداشت: این بازی با برتری تیم تاج همراه بوده‌است. |           |     |           |                       |

منبع

## آمار
| رقابت                    | اولین بازی     | آخرین بازی    | شروع دور     | جایگاه نهایی | آمار | آمار | آمار | آمار | آمار | آمار | آمار | آمار  |
| رقابت                    | اولین بازی     | آخرین بازی    | شروع دور     | جایگاه نهایی | بازی | ب    | ت    | ش    | گ‌ز   | گ‌خ   | ت‌گ   | % برد |
| ------------------------ | -------------- | ------------- | ------------ | ------------ | ---- | ---- | ---- | ---- | ---- | ---- | ---- | ----- |
| جام باشگاه‌های تهران ۱۳۳۰ | ۶ دی ۱۳۳۰      | ۲۶ مهر ۱۳۳۰   | هفته ۱       | نایب‌قهرمان   | ۸    | ۵    | ۱    | ۲    | ۳۳   | ۵    | ۲۸+  | ۰۶۳   |
| جام حذفی تهران ۱۳۳۰      | ۳۰ شهریور ۱۳۳۰ | ۱ شهریور ۱۳۳۰ | یک‌هشتم نهایی | قهرمان       | ۳    | ۳    | ۰    | ۰    | ۷    | ۱    | —    | ۱۰۰   |
| مجموع                    | مجموع          | مجموع         | مجموع        | مجموع        | ۱۱   | ۸    | ۱    | ۲    | ۴۰   | ۵    | ۳۵+  | ۰۷۳   |

منبع: رقابت‌ها

## سایر ورزشها
- تیم بسکتبال تاج عنوان قهرمانی رقابت‌های قهرمانی باشگاه‌های تهران را به دست آورد.
- تیم وزنه‌برداری تاج عنوان قهرمانی باشگاه‌های تهران را به دست آورد.
- تیم دو و میدانی تاج عنوان قهرمانی باشگاه‌های تهران را به دست آورد.
- تیم دوچرخه سواری تاج عنوان قهرمانی باشگاه‌های تهران را به دست آورد.
- تیم اسکی تاج عنوان قهرمانی باشگاه‌های تهران را به دست آورد.
- تیم تنیس روی میز تاج عنوان قهرمانی باشگاه‌های تهران را به دست آورد.
- تیم کشتی تاج عنوان دومی مسابقات قهرمانی باشگاه‌های تهران را به دست آورد.

منبع